# جبهه نظامی آمریکا در اروپا
جبهه نظامی آمریکا در اروپا (زبان انگلیسی:European Theater of Operations, United States Army) یا به صورت مخفف ETOUSA به معنی ورود نیروهای آمریکایی برای انجام و هدایت عملیات‌های نظامی در جنگ جهانی دوم به اروپا در خلال سال‌های ۱۹۴۲ تا ۱۹۴۵ میلادی بود.